# EuroCOIN
EuroCOIN je indikátor měsíčního vývoje HDP v eurozóně. Je sestavován měsíčně Centrem pro výzkum hospodářské politiky (CERP - Centre for Economic Policy Research). 

## Výpočet EuroCOINu
Eurocoin se sestavuje z několika stovek proměnných. Zohledňuje data z průzkumu trhů, podnikatelské sféry i spotřebního chování. Eurocoin dokáže také odfiltrovat nepřesnosti měření. Data se získávají z různých zemí eurozóny a z různých sektorů ekonomické činnosti, což odstraňuje krátkodobé sektorové a regionální výkyvy. Indikátor využívá tzv. statická data očištěná o trendovou složku. Měří tudíž relativní změnu HDP, ne však celkovou výši. 

## Srovnání EuroCOINu a HDP
Jak už bylo zmíněno, HDP se měří na čtvrtletní bázi. EuroCOIN je oproti tomu sestavován měsíčně, je tudíž rychlejší a flexibilnější. Navíc HDP podléhá některým sezónním vlivům, které ho mohou zkreslovat, což může vést k mylným dedukcím. 
EuroCOIN nepodléhá sezónním vlivům a je očištěn o chyby měření a časté revize, které jsou potřeba u HDP. Pozitivní EuroCOIN indikuje zvýšení tempa růstu HDP, negativní značí klesající tempo růstu. 